# Семихатки (Мелітопольський район)
Семиха́тки — колишнє село в Україні, у Мелітопольському районі Запорізької області. До 2017 року підпорядковувалось Новоданилівській сільській раді.

## Географія
Село Семихатки розташовувалося на правому березі річки Великий Утлюк, вище за течією на відстані 1,5 км розташоване село Новоданилівка, нижче за течією на відстані 6 км розташоване село Андріївка. Неподалік пролягають автошлях міжнародного значення М18E105 (Харків — Сімферополь) та залізнична лінія Федорівка — Джанкой, на якій розташовувався колишній пасажирський зупинний пункт Великий Утлюг (за 1 км).

## Історія
Село було засновано 1850 року. З 1923 року перебувало в складі Якимівського району.
4 серпня 2011 року рішенням Запорізької обласної ради № 21 село виключено з обліку.
17 липня 2020 року, в результаті адміністративно-територіальної реформи та ліквідації Якимівського району територія, на якій розташовувалося колишнє село, увійшла до складу Якимівської селищної громади новоутвореного Мелітопольського району.

## Населення
Станом на 2001 рік в селі мешкало 4 особи. Наразі в селі не проживає жодного мешканця.

## Мова
Розподіл населення за рідною мовою за даними перепису 2001 року:
| Мова       | Кількість | Відсоток |
| ---------- | --------- | -------- |
| українська | 4         | 100 %    |